# Союз ТМА-06М
«Союз ТМА-06М» — российский пассажирский транспортный пилотируемый космический корабль, на котором был осуществлён полёт к Международной космической станции трёх участников экспедиций МКС-33/34. Это был 119-й пилотируемый полёт корабля типа «Союз», начиная с первого полёта в 1967 году. Запуск корабля выполнен 23 октября 2012 года, посадка спускаемого аппарата состоялась 16 марта 2013 года.

## Экипаж
- (Роскосмос) Олег Новицкий (1-й космический полёт) — командир экипажа;
- (Роскосмос) Евгений Тарелкин (1) — бортинженер;
- (НАСА) Кевин Форд (2) — бортинженер.

Дублирующий экипаж:
- (Роскосмос) Павел Виноградов (3-й космический полет) — командир экипажа;
- (Роскосмос) Александр Мисуркин (1) — бортинженер;
- (НАСА) Кристофер Кэссиди (2) — бортинженер.

## История
23 октября 2012 года, в 14:51:11 MSK (10:51:11 UTC) корабль «Союз ТМА-06М» стартовал к МКС со стартовой площадки № 31 на ракете-носителе «Союз-ФГ». Данная площадка была использована для запуска пилотируемого корабля впервые с 1984 года.
25 октября 2012 года, в 16:29:34 MSK (12:29:34 UTC) произошла стыковка «Союза ТМА-06М» с МКС. ТПК причалил к малому исследовательскому модулю «Поиск». Процесс сближения проводился в автоматическом режиме.
16 марта 2013 года, в 7:06:13 MSK (3:06:13 UTC) корабль совершил посадку в казахстанской степи. Длительность полёта корабля составила 143 суток 16 часов 15 минут 02 секунды.

## Фотогалерея

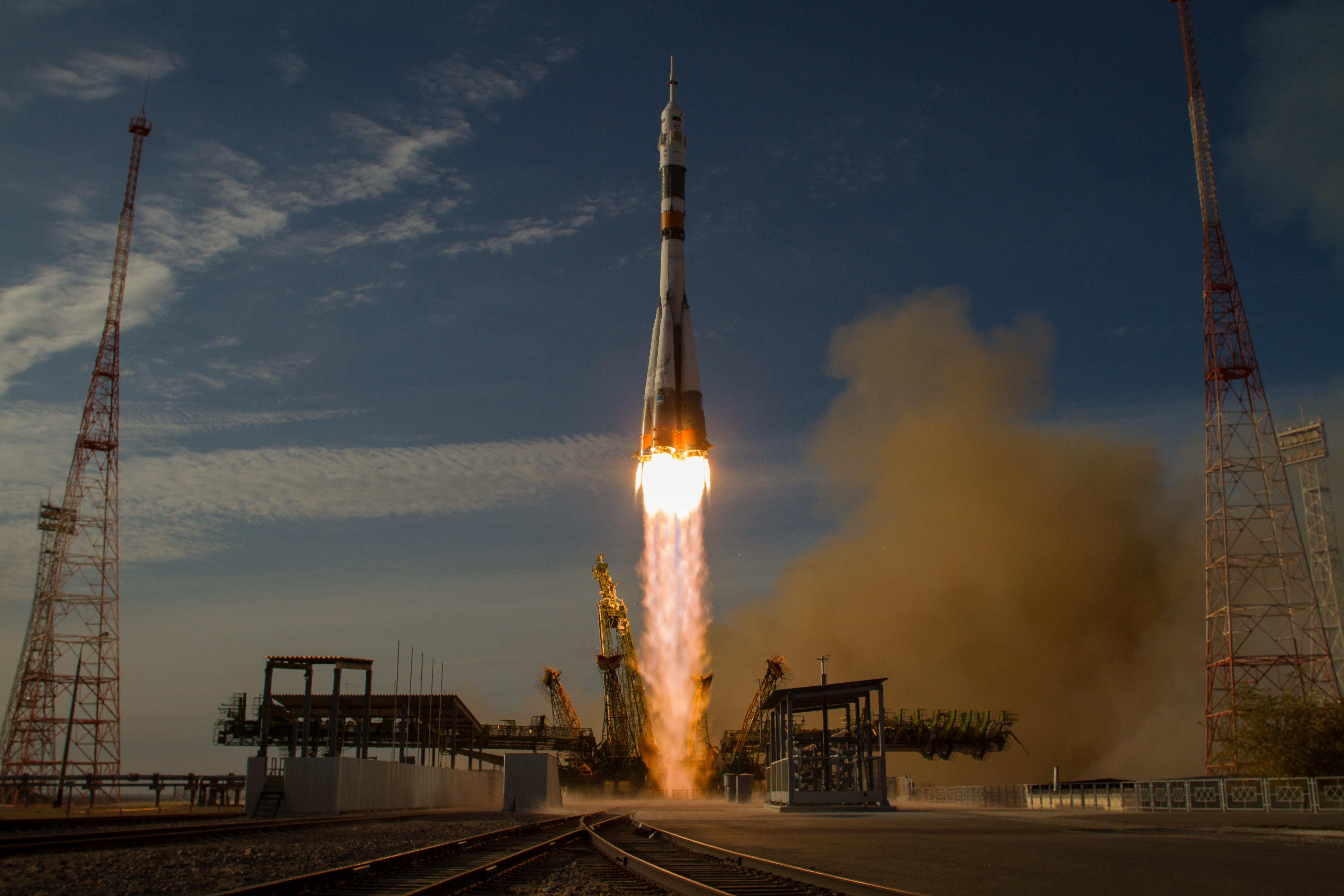
Запуск ракеты-носителя "Союз-ФГ" с пилотируемым кораблем "Союз ТМА-06М"
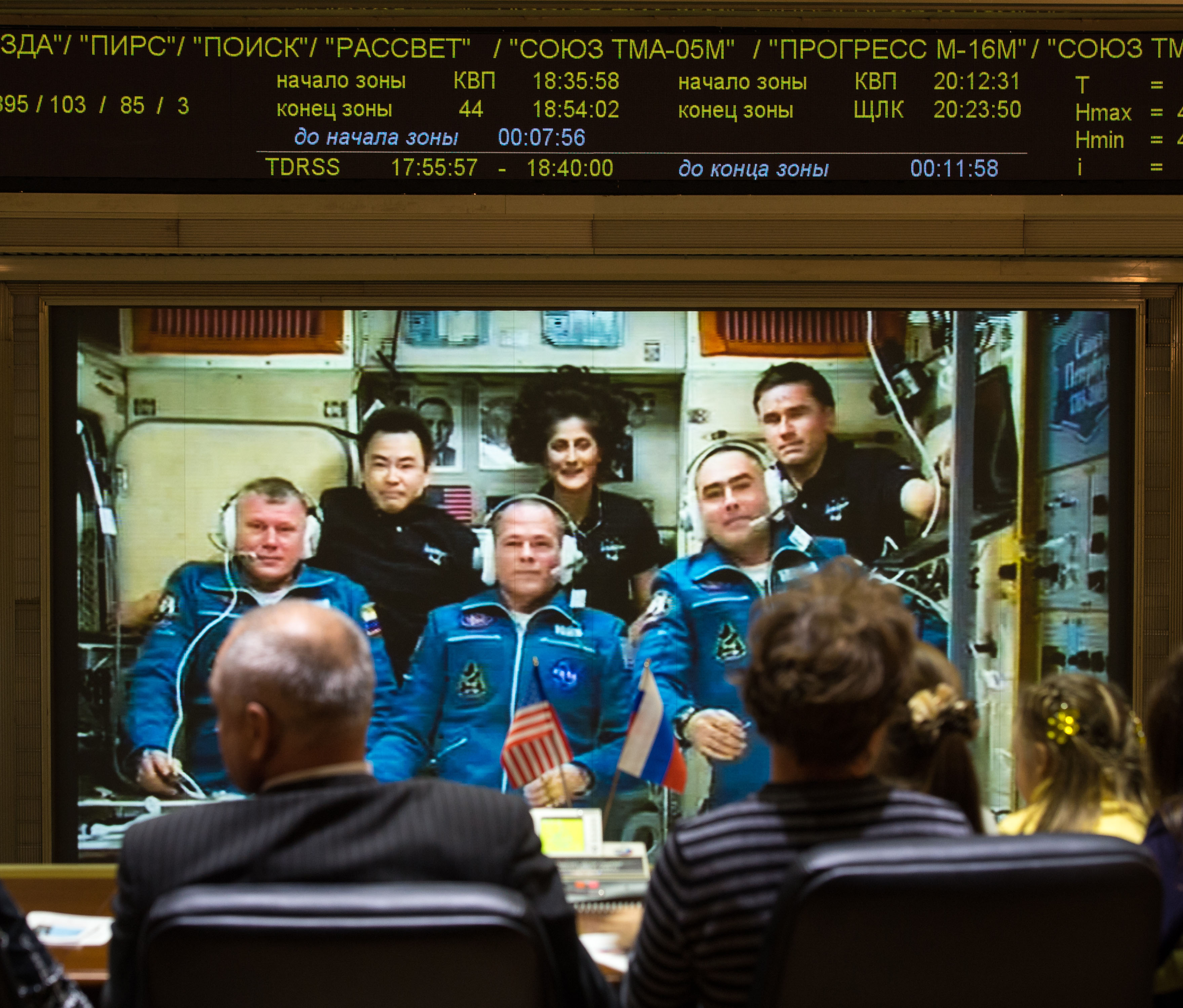
Экипаж Союза на борту МКС. Переговоры с Центром Управления Полетами вскоре после стыковки.